# USS Waterman (DE-740)
USS Waterman (DE-740) là một tàu hộ tống khu trục lớp Cannon từng phục vụ cùng Hải quân Hoa Kỳ trong Chiến tranh Thế giới thứ hai. Nó là chiếc tàu chiến duy nhất của Hải quân Hoa Kỳ được đặt cái tên này, theo tên hạ sĩ quan Andrew Kenneth Waterman (1913-1941), người phục vụ cùng Liên đội Tuần tra VP-101 hoạt động cùng Hạm đội Á Châu tại Philippines, đã tử trận ngày 26 tháng 12, 1941 và được truy tặng Huân chương Chữ thập Hải quân. Nó đã phục vụ cho đến khi chiến tranh kết thúc, xuất biên chế năm 1946, rồi được chuyển cho Hải quân Peru năm 1952, và tiếp tục phục vụ như là chiếc BAP Aguirre (D-2/DE-62) cho đến năm 1974. Con tàu bị đánh chìm như một mục tiêu. Waterman được tặng thưởng tám Ngôi sao Chiến trận do thành tích phục vụ trong Thế Chiến II.

## Thiết kế và chế tạo
Lớp Cannon có thiết kế hầu như tương tự với lớp Buckley dẫn trước; khác biệt chủ yếu là ở hệ thống động lực Kiểu DET (diesel electric tandem). Các động cơ diesel đặt nối tiếp nhau dẫn động máy phát điện để cung cấp điện năng quay trục chân vịt cho con tàu. Động cơ diesel có ưu thế về hiệu suất sử dụng nhiên liệu, giúp cho lớp Cannon cải thiện được tầm xa hoạt động, nhưng đánh đổi lấy tốc độ chậm hơn.
Vũ khí trang bị bao gồm ba pháo 3 in (76 mm)/50 cal trên tháp pháo nòng đơn có thể đối hạm hoặc phòng không, một khẩu đội pháo phòng không Bofors 40 mm nòng đôi và tám pháo phòng không Oerlikon 20 mm. Vũ khí chống ngầm bao gồm một dàn súng cối chống tàu ngầm Hedgehog Mk. 10 (có 24 nòng và mang theo 144 quả đạn); hai đường ray Mk. 9 và tám máy phóng K3 Mk. 6 để thả mìn sâu. Con tàu vẫn giữ lại ba ống phóng ngư lôi Mark 15 21 inch (533 mm). Thủy thủ đoàn đầy đủ bao gồm 15 sĩ quan và 201 thủy thủ.
Waterman được đặt lườn tại xưởng tàu của hãng Western Pipe and Steel Company ở Los Angeles, California vào ngày 24 tháng 2, 1943. Nó được hạ thủy vào ngày 20 tháng 6, 1943, được đỡ đầu bởi bà June M. Waterman, vợ góa hạ sĩ quan Waterman, và nhập biên chế cùng Hải quân Hoa Kỳ vào ngày 30 tháng 11, 1943 dưới quyền chỉ huy của Hạm trưởng, Thiếu tá Hải quân Walton Beardslee Hinds.

## Lịch sử hoạt động

### USSWaterman

#### 1944
Sau khi hoàn tất việc chạy thử máy tại vùng biển ngoài khơi San Diego, California và sửa chữa sau thử máy tại xưởng tàu, Waterman rời San Pedro, California vào ngày 12 tháng 2, 1944 để di chuyển độc lập đến Trân Châu Cảng, đến nơi sáu ngày sau đó. Nó tiếp tục thực hành huấn luyện chống tàu ngầm và tác xạ tại vùng biển quần đảo Hawaii cho đến ngày 6 tháng 3, khi nó rời Trân Châu Cảng để hộ tống cho Nassau (CVE-16), khi chiếc tàu sân bay hộ tống này vận chuyển máy bay thay thế, hành khách và hàng hóa đến Kwajalein, Majuro, Tarawa và Makin thuộc các quần đảo Marshall và Gilbert. Chiếc tàu hộ tống khu trục quay trở về Trân Châu Cảng vào ngày 24 tháng 3.
Tiếp nối vai trò như một tàu hộ tống, Waterman rời vùng biển Hawaii vào ngày 9 tháng 4, cùng với tàu hộ tống khu trục Bowers (DE-637) hộ tống cho Đoàn tàu 4152-A, bao gồm các tàu chở dầu, đi sang quần đảo Marshall. Nó đi đến Majuro một tuần sau đó, rồi tiếp tục hoạt động hộ tống vận tải tại chỗ từ đảo này trong suốt tháng 5. Đến ngày 1 tháng 6, nó gia nhập Đội đặc nhiệm 50.17, một đơn vị phục vụ hậu cần hạm đội vốn bao gồm tàu tiếp dầu, tàu kéo, tàu chở đạn, tàu tiếp vận..., giúp cho lực lượng đặc nhiệm tàu sân bay nhanh có thể duy trì hoạt động trên biển trong thời gian lâu dài, và do đó có thể gây sức ép liên tục trên lực lượng Nhật Bản. Các con tàu này cung cấp cho tàu chiến thuộc hạm đội mọi thứ cần thiết cho cuộc sống: lương thực, nhiên liệu, đạn dược, thư tín...
Hoạt động đầu tiên của Waterman trong vai trò mới này là tham gia hỗ trợ cho hoạt động tác chiến tại khu vực quần đảo Mariana. Nó khởi hành từ Majuro vào ngày 6 tháng 6, và đã bảo vệ cho đội đặc nhiệm cho đến khi hoàn thành nhiệm vụ tại Eniwetok vào ngày 20 tháng 6. Sau đó nó lại đi đến Mariana để hộ tống một tàu tiếp dầu từ Saipan quay trở lại khu vực Marshall, trong khi cuộc chiến nhằm giành quyền kiểm soát hòn đảo này vẫn đang tiếp diễn. Lai khởi hành từ Eniwetok vào ngày 26 tháng 7, nó gặp gỡ đội đặc nhiệm hậu cần của hạm đội tại vị trí về phía Đông Mariana, và đã bảo vệ cho các tàu tiếp dầu đang hỗ trợ cho chiến dịch đổ bộ tại Guam.
Sau khi quay trở lại khu vực Marshall, Waterman khởi hành từ Eniwetok vào ngày 26 tháng 8 để hướng sang quần đảo Admiralty, đi đến Manus năm ngày sau đó. Nó trở ra khơi không lâu sau đó trong thành phần Đơn vị Đặc nhiệm 30.8.7 để hỗ trợ cho chiến dịch chiếm đóng phần phía Tây quần đảo Caroline. Vào lúc này, chiếc tàu hộ tống khu trục hoạt động về phía Tây quần đảo Philippine hỗ trợ cho các hoạt động không kích của lực lượng tàu sân bay. Từ căn cứ tại Manus, nó đã hoạt động trong suốt tháng 9, rồi lên đường vào ngày 4 tháng 10 để hộ tống một đội đặc nhiệm hậu cần của hạm đội đi đến một vị trí về phía Đông Philippines, nơi họ phục vụ tiếp liệu cho lực lượng đặc nhiệm tàu sân bay nhanh vốn đang không kích các vị trí Nhật Bản tại đảo Leyte, Philippines.
Sau khi hộ tống cho các đơn vị hậu cần hỗ trợ cho cuộc đổ bộ lên Leyte, từ ngày 2 tháng 11 đến ngày 23 tháng 12, Waterman phục vụ cùng Đội đặc nhiệm 30.8, đơn vị hậu cần phục vụ cho lực lượng tàu sân bay hoạt động về phía Đông quần đảo Philippine. Máy bay của lực lượng đã không kích các căn cứ không quân và hải quân Nhật Bản tại Philippines và Đài Loan.
Đang khi hoạt động cùng Đội đặc nhiệm 30.8, Waterman chịu đựng thời tiết khắc nghiệt nhất trong suốt quãng đời phục vụ của nó, bão Cobra, vào ngày 18 tháng 12. Trong suốt 36 giờ, cơn bão nhiệt đới với sức gió lên đến 120 kn (220 km/h) và cơn sóng cao 80 ft (24 m) đã hoành hành trên mọi con tàu bất kể lớn nhỏ của Đệ Tam hạm đội dưới quyền Đô đốc William Halsey, nhấn chìm ba tàu khu trục và gây vô số hư hại và tổn thất trên các con tàu khác. Đối với Waterman, có lúc con tàu phải chịu đựng lật nghiêng cho đến 65 độ, nhưng những hư hại của nó được xem là nhe so với những con tàu khác. Cuối cùng vào ngày 23 tháng 12, hai ngày trước lễ Giáng Sinh, nó quay trở về căn cứ tại Ulithi.

#### 1945
Waterman lại trở ra khơi một tuần sau đó để hướng đến Guam. Từ ngày 4 tháng 1 đến ngày 3 tháng 3, 1945, nó tiếp tục tháp tùng hộ tống cho đội tiếp liệu hạm đội. Con tàu dành ra phần lớn tháng 1 để hỗ trợ cho việc chiếm đóng Luzon, hoạt động tại khu vực tiếp nhiên liệu về phía Đông Philippines. Sang tháng 2, nó tiếp tục hộ tống các tàu tiếp liệu đi đến điểm hẹn gặp với hạm đội, vốn sắp tiến hành bắn phá chuẩn bị cho cuộc đổ bộ lên Iwo Jima.
Vào ngày 17 tháng 2, một vụ nổ đã xảy ra tại phần mũi của tàu tiếp dầu Patuxent (AO-44), gây ra các lổ thủng và phát sinh các đám cháy, vốn gây đe dọa đến số hàng hóa là xăng máy bay dễ bay hơi. Waterman lập tức rời trạm canh phòng để trợ giúp, là chiếc đầu tiên trong số hai tàu hộ tống tiếp cận các tàu tiếp dầu, áp sát một bên mạn trong khi tàu khu trục Dewey (DD-349) tiếp cận phía bên kia, bất chấp những nguy cơ cháy nổ. Họ đã giúp phun nước và dập tắt được đám cháy trên Patuxent.
Sau khi quay trở về Ulithi để tiếp liệu và bảo trì, Waterman rời khu vực Tây Caroline vào ngày 22 tháng 3, đi đến điểm hẹn tiếp nhiên liệu về phía Đông Okinawa. Trong hai tuần đầu của tháng 4, nó tháp tùng để bảo vệ cho Attu (CVE-102), khi chiếc tàu sân bay hộ tống vận chuyển máy bay thay thế đến bổ sung cho lực lượng đặc nhiệm tàu sân bay nhanh, và đã thực hiện hai chuyến đi khứ hồi giữa Okinawa và Guam. Trong thời gian còn lại của cuộc chiến tranh tại Thái Bình Dương, nó tiếp nối nhiệm vụ hộ tống bảo vệ cho đội tiếp liệu hạm đội hoạt động tại khu vực cách vài trăm dặm ngoài khơi các đảo chính quốc Nhật Bản. Vào lúc này tàu sân bay, thiết giáp hạm và tàu tuần dương của Đệ Tam hạm đội tiến hành đánh phá mọi cơ sở công nghiệp và căn cứ quân sự của đối phương.
Một tuần sau khi Nhật Bản chấp nhận đầu hàng giúp kết thúc cuộc xung đột, vào ngày 21 tháng 8, Waterman được điều sang Đội đặc nhiệm 35.80, một đơn vị hỗ trợ đặc biệt được thành lập cho nhiệm vụ tiến vào vịnh Tokyo trong thành phần lực lượng chiếm đóng. Nó cùng với Kyne (DE-744) là những tàu hộ tống khu trục đầu tiên tiến vào vịnh Sagami, về phía Tây Nam Tokyo, vào ngày 28 tháng 8; nó thả neo tại vị trí cách một dặm ngoài khơi thị trấn Katase. Đến ngày 31 tháng 8, con tàu tiến vào vịnh Tokyo, và hai ngày sau đó đã có mặt để chứng kiến lễ ký kết văn kiện đầu hàng bên trên thiết giáp hạm Missouri (BB-63).
Được điều động sang Đội đặc nhiệm 30.6 vào ngày 4 tháng 9, Waterman làm nhiệm vụ di tản những tù binh chiến tranh Khối Đồng Minh thời Chiến tranh thế giới thứ hai khỏi các trại tù binh lân cận. Nó đi đến cảng Yokohama vào xế trưa hôm đó, vận chuyển các cựu tù binh đến các tàu bệnh viện, tàu tiếp đón và đến sân bay Kisarazu. Con tàu làm nhiệm vụ này cho đến ngày 10 tháng 9, khi nó rời khu vực Tokyo cùng với Đơn vị Đặc nhiệm 30.6.3, bao gồm tàu chị em Weaver (DE-741) và bốn tàu đổ bộ LSM, hướng đến Shiogama ở bờ biển phía Đông đảo Honshū. Đơn vị đi đến cảng Shiogama vào sáng ngày hôm sau, nơi những tù binh chiến tranh Đồng Minh từ trại tập trung Sendai được vận chuyển đến. Con tàu gia nhập cùng các đơn vị khác của Đội đặc nhiệm 30.6, vốn đang trong quá trình di tản tù binh Đồng Minh. Đến ngày 14 tháng 9, nó lên đường đi Kamaishi, đến nơi vào sáng hôm sau, tiếp tục thực hiện nhiệm vụ di tản tù binh.
Sau khi hoàn thành nhiệm vụ này, Đội đặc nhiệm 30.6 quay trở lại vịnh Tokyo và bị giải tán. Waterman được điều sang vai trò hộ tống cho Đội đặc nhiệm 16.5 nhưng tiếp tục neo đậu tại Yokosuka từ ngày 19 đến ngày 29 tháng 9. Con tàu nhận được lệnh quay trở về Hoa Kỳ vào ngày hôm đó, rời vịnh Tokyo vào ngày 2 tháng 10, đi ngang qua Trân Châu Cảng trước khi về đến San Pedro, California vào ngày 20 tháng 10, và ở lại đây cho đến ngày 6 tháng 11. Nó khởi hành để đi sang vùng bờ Đông ngang qua kênh đào Panama, đi đến Philadelphia, Pennsylvania vào ngày 22 tháng 11, nơi nó được bảo trì cho đến ngày 10 tháng 12.
Chuyển đến Green Cove Springs, Florida không lâu sau đó, Waterman được cho xuất biên chế vào ngày 31 tháng 5, 1946 và được đưa về thành phần dự bị thuộc Đội Florida, Hạm đội Dự bị Đại Tây Dương. Sau khi được chuyển cho Peru, tên nó được cho rút khỏi danh sách Đăng bạ Hải quân Hoa Kỳ vào ngày 18 tháng 4, 1952.

### BAPAguirre(D-2)
Waterman được chuyển cho chính phủ Peru vào ngày 21 tháng 2, 1951 trong khuôn khổ Chương trình Viện trợ Quân sự. Nó phục vụ cùng Hải quân Peru từ ngày 24 tháng 5, 1952 như là chiếc BAP Aguirre (D-2); và trong quá trình phục vụ được lần lượt xếp lại lớp thành DE-2 vào năm 1959 và DE-62 vào năm 1960. Con tàu ngừng hoạt động năm 1974 và bị loại bỏ khi sử dụng làm mục tiêu thực hành, bị một tên lửa chống hạm Exocet đánh chìm.

## Phần thưởng
Waterman được tặng thưởng tám Ngôi sao Chiến trận do thành tích phục vụ trong Thế Chiến II.
|                                         |  |             |
| Silver star · Bronze star · Bronze star |  | Bronze star |

| Huân chương Chiến dịch Hoa Kỳ                                           |                                      |                                                             |
| Huân chương Chiến dịch Châu Á-Thái Bình Dương với 7 Ngôi sao Chiến trận | Huân chương Chiến thắng Thế Chiến II | Huân chương Giải phóng Philippine với 1 Ngôi sao Chiến trận |